# Prątnik zbiegający
Prątnik zbiegający (Bryum weigelii Spreng.) – gatunek mchu z rodziny prątnikowatych (Bryaceae Schwägr.). 

## Ochrona
W latach 2004–2014 gatunek podlegał w Polsce ochronie ścisłej, zaś od 2014 r. objęty jest ochroną częściową.